# Annemarie Heinrich

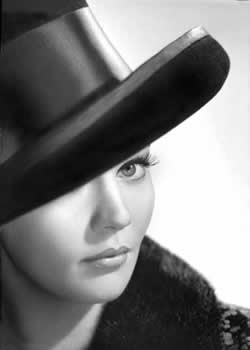
Annemarie Heinrich: Pinky, 1964

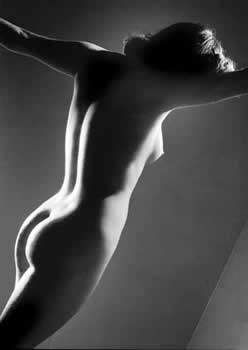
Annemarie Heinrich: Desnudo II La Paloma, 1945

Annemarie Heinrich (9. ledna 1912 Darmstadt – 22. září 2005 Buenos Aires) byla prominentní německo-argentinská fotografka specializující se na portrétní fotografii a fotografii aktu, fotografovala filmové hvězdy v Argentině ve 40. letech. Svým dílem se řadí mezi klasiky, jako jsou Horacio Coppola, Grete Stern, Anatole Saderman nebo Juan Di Sandro.

## Životopis
Její rodina se odstěhovala do Argentiny v roce 1926, usadila se v Larroque, v departementu Gualeguaychú, v provincii Entre Ríos. Učila se fotografovat od svého strýce Karla. Když se jeho rodina přestěhovala do Buenos Aires, Villa Ballester (Partido de San Martín), zařídila si v domě temnou komoru.
Ve 30. letech spolu s velkým rozvojem filmového průmyslu a rozhlasu, začala fotografovat herce a herečky a zveřejňovat jejich portréty například v časopisech Sintonía, Radiolandia nebo El Hogar.
V 1953 pomohla vytvořit skupinu Carpeta de los diez (Portfolio deseti) a v roce 1979 založila spolu s pěti dalšími fotografy Argentinskou radu fotografie, jejímž posláním je podporovat a rozvíjet mezinárodní fotografickou spolupráci.
Měla studio v Callao a Las Heras, v okrese Buenos Aires, Recoleta. Její dcera Alicia Sanguinetti ve stejném povolání pokračovala ve šlépějích své matky.

## Dílo
Annemarie Heinrich pořizovala portréty osobností v Argentině, které mnoho lidí spojuje s jejich oficiálními fotografiemi, dokonce aniž by věděli, že autorem je právě tato autorka. Mimo jiné dělala portréty lidí jako: Libertad Lamarque, Mirtha Legrand, Zully Moreno, Tilda Thamar, Jorge Luis Borges, Pablo Neruda, Yehudi Menuhin, Juan Carlos Castagnino, Rafael Alberti, Atahualpa Yupanqui, Mercedes Sosa, Ástor Piazzolla, Aníbal Troilo, Eva Perón, Marlene Dietrich nebo Flora Nudelman.

## Publikace
- Ballet en la Argentina, con textos de Álvaro Sol, 1962
- Annemarie Heinrich, Centro Editor de América Latina, 1982
- La Azotea, el espectáculo en la Argentina, 1988

## Galerie

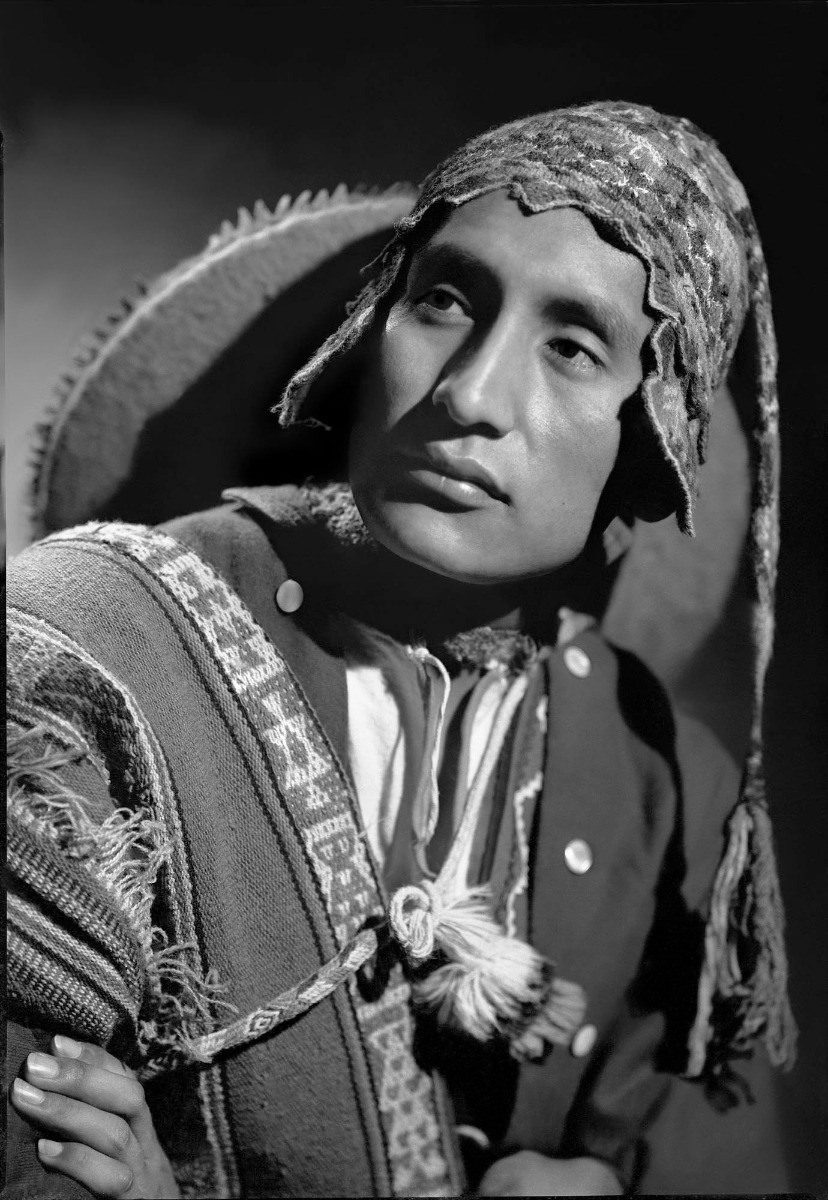
Fotograf Martín Chambi, 1938
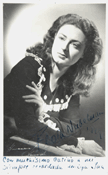
Flora Nudelman, 1949
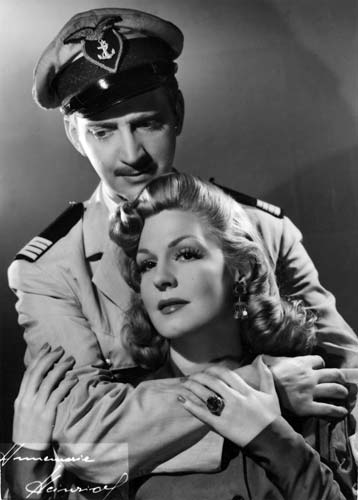
Zully Moreno, Ernesto Bianco, 1954
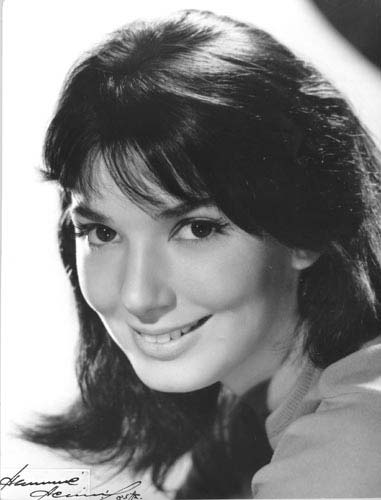
Graciela Borges, asi 1960/65
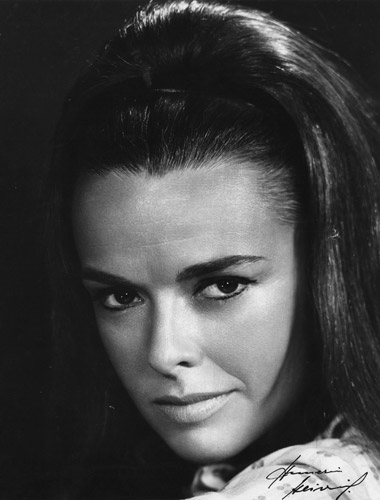
Susana Freyre, 1968
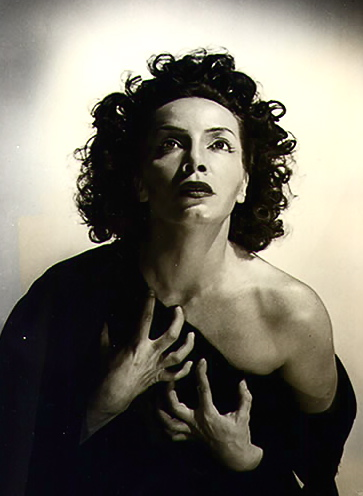
Alejandra Boero
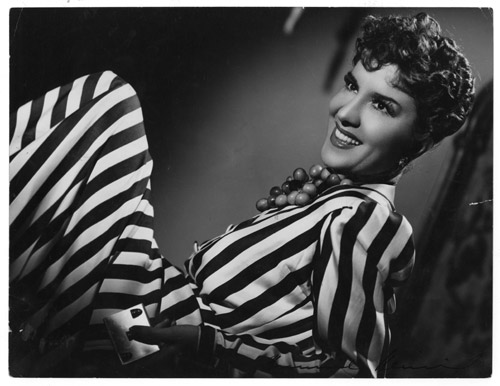
Gloria Guzmán, asi 1960
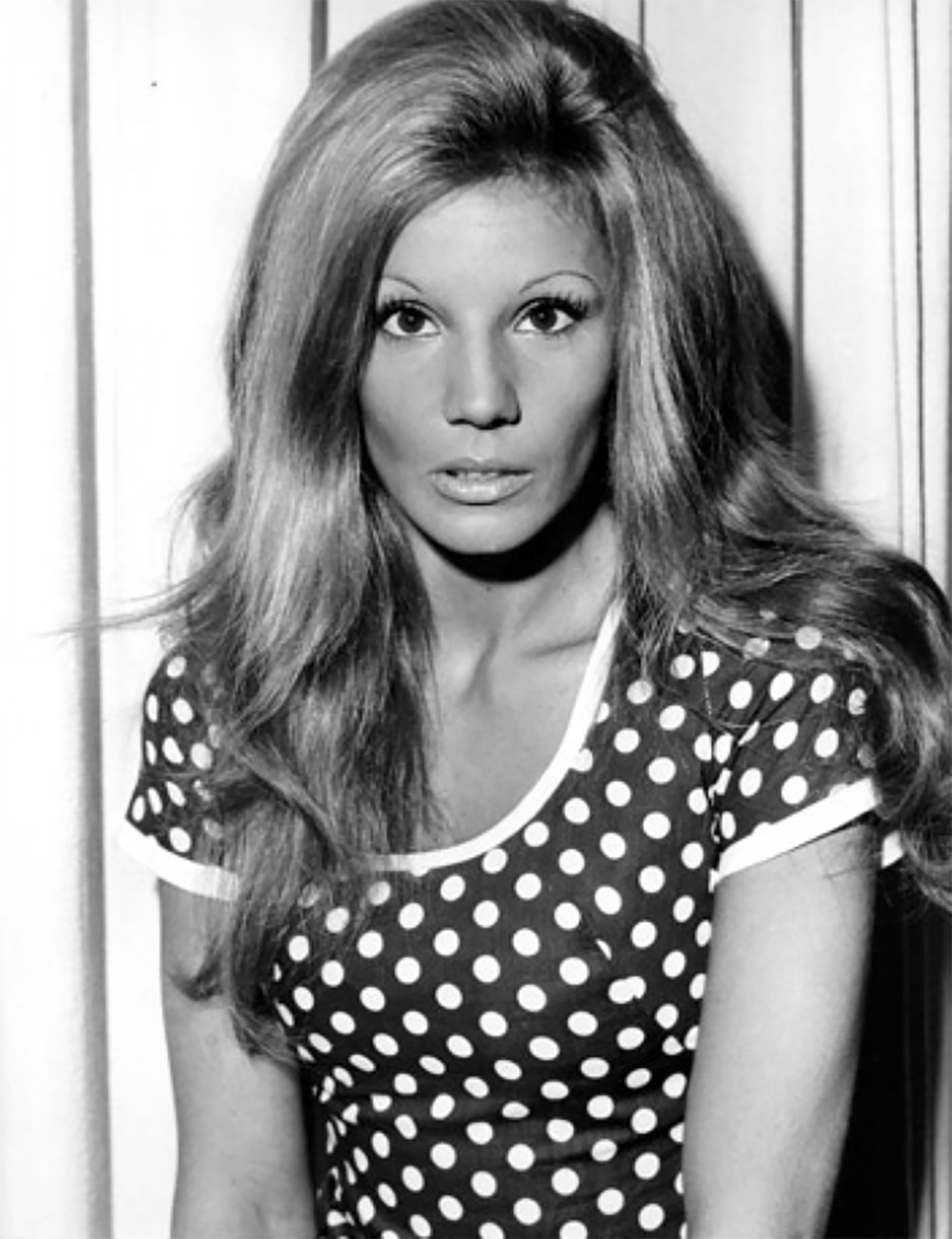
Susana Giménez, asi 1965